# The Cartridge Family
The Cartridge Family é o sexto episódio da nona temporada do seriado de animação The Simpsons, exibido originalmente pela Fox Broadcasting Company em 2 de novembro de 1997. No episódio, Homer compra uma arma para proteger sua família, o que faz Marge se aprovar. O episódio teve a intenção de mostrar as armas de uma forma neutra, e enfrentou alguns problemas. O episódio foi escrito por John Swartzwelder e dirigido por Pete Michels.
Em sua exibição original, o episódio foi assistido por 10,3 milhões de espectadores.

## Enredo
A Federação Internacional de Futebol chega a Springfield com "o jogo que decidirá qual a melhor nação: Portugal X México" e os Simpsons decidem ir ao estádio ver o jogo. Antes do jogo começar, Pelé faz propaganda de um creme e é pago na hora. Quando o jogo começa, os jogadores fazem os mesmos movimentos o tempo todo, que só fazem passar a bola um ao outro; o que irrita os torcedores. Quando Sideshow Mel quer sair do estádio, Moe que vai sair primeiro, quando Ned Flanders diz que há saída para todos, e então Moe briga com Ned, e depois Lenny briga com Skinner, e de repente todos no estádio estão brigando. A violência no estádio foi tanta que até o pessoal que está na rua está brigando. Marge sugere que Homer arranje algo que proteja a família dos bandidos, e Homer faz um alarme-antiladrão improvisado, mas acaba sendo roubado.
Um ex-detento vai até a casa dos Simpsons dizer o que pode ser melhorado para protegê-los, e ele sugere que seja colocada Lucita nas janelas, mas Marge discorda. Então Homer decide fazer uma coisa: comprar um revólver, mas ele teria de esperar cinco dias para recebê-lo para poderem checar os antecedentes dele e as atividades dele. Quando finalmente ganha o revólver, Homer o exibe para Marge, que diz não querer uma arma dentro de casa, e por isso a toma de Homer. Na tentativa de convencer Marge que uma arma não é perigosa, Homer a leva para a Associação do Rifle, onde todos estão armados. Homer se registra na associação. Enquanto tentava pegar picolés junto de Milhouse, Bart sem querer encontra a arma; e Marge a toma. Decepcionada com o comportamento de Homer, Marge diz que eles não poderão viver sobre o mesmo teto, e por isso ela e as crianças saem de casa. O próximo encontro da Associação do Rifle é na casa de Homer, e ele usa a arma para fazer tudo; até ligar a Televisão.
Pela irresponsabilidade de Homer, todos decidem expulsar Homer da associação. Por indicação de Patty, Marge e as crianças vão para um hotel. Triste por não ter nada para proteger, Homer vai até o motel e pede para Marge voltar pra casa e diz que se livrou da arma. Na saída do motel, Snake faz um assalto e faz do Prefeito Quimby refém. Homer aponta a sua arma para ele, e Marge diz que não acredita que ele mentiu. Homer se distrai com a conversa e Snake rouba a arma, e Quimby foge. Homer diz que a arma está sem munição, mas acaba dando a munição para Snake (por burrice). De repente, alguns membros da Associação do Rifle aparecem e mandam Snake se render. Snake rouba o dinheiro e foge. Homer pede para Marge se livrar da arma, pois ela "possui muito poder sobre Homer". Na hora em que vai se livrar da arma, Marge decide ficar com ela e sai do hotel.